# 4655 Marjoriika
4655 Marjoriika је астероид главног астероидног појаса са средњом удаљеношћу од Сунца која износи 2,254 астрономских јединица (АЈ).
Апсолутна магнитуда астероида је 13,6.